# Cyriaque et Paule d'Urusi
Cyriaque et Paule d'Urusi sont deux martyrs chrétiens du IVe siècle.

## Hagiographie
Saints Cyriaque (ou Syriacus), martyr, et sa sœur Paule (ou Paula), vierge et martyre, âgée de moins de 18 ans, furent lapidés pour leur foi à malaga, sur les rives du Guadalmedina, entre 300 et 305, pendant la Persécution de Dioclétien. 
Selon d'autres sources, ils étaient originaires d'Urusi (civitas Urcitana) en Tunisie. Arrêtés par un certain Silvanus, ils furent conduits devant le proconsul Caius Annius Anullinus à Carthage, où ils subirent un interrogatoire, puis furent flagellés et condamnés à mort. Avant d'être exécutés, Anullinus les a fait conduire à travers les différentes municipalités de la région. Un héraut les précédait, annonçant les mêmes tortures pour ceux qui ne se soumettraient pas aux décrets impériaux. Au terme de ce périple, ils furent lapidés à Tremeta (ou Themetra).
Les habitants de Malaga se sont mis sous leur patronage lors de leur libération de l'occupation sarrasine, et ils sont représentés dans la cathédrale de l'Incarnation de Malaga. Leur fête commémorative est fixée au 18 juin.